# Reginald Pole
Reginald Pole (Març de 1500 - 17 de novembre de 1558) fou arquebisbe de Canterbury i cardenal de l'Església Catòlica.

## Joventut
Qui fou l'últim arquebisbe catòlic de Canterbury, Reginald Pole, nasqué al castell de Stourton, Straffordshire, el març de l'any 1500. Era fill de Sir Richard Pole i de Margaret Pole, comtessa de Salisbury. Reginald Pole ingressà el 1512 al Magdalen College d'Oxford, on seria alumne del clergue William Latimer i dels humanistes Lluís Vives i Thomas Linacre. Amb tot, el 1521 viatjaria a Pàdua, on entraria en contacte amb importants personatges i promotors del renaixement italià com Pietro Bembo, Giovanni Pietro Carafa (futur Papa Pau IV), Pier Paolo Vergerio el Jove i Pietro Martire Vermigli. Els seus estudis foren finançats en part per ser seguidor del Corpus Christi College d'Oxford, fet que li permeté estudiar a l'estranger durant tres anys.
Pole tornà a Anglaterra el juliol de 1526, i fou llavors quan Enric VIII li oferí l'arquebisbat de York o la diòcesi de Winchester a canvi de què recolzés el divorci d'Enric VIII amb Caterina d'Aragó. Reginald Pole no acceptà l'oferta i es veié obligat a exiliar-se a França i a Itàlia l'any 1532, on continuà els seus estudis tant a Pàdua com a París. La seva carrera eclesiàstica comença el 1536, quan el Papa Pau III el nomenà cardenal. El 1542 fou designat com un dels tres candidats a presidir el Concili de Trento i, a la mort del Papa Pau III, estigué a tan sols un vot d'esdevenir Papa de Roma.

## Arquebisbe de Canterbury
La mort d'Eduard VI el 6 de juliol de 1553 i la posterior coronació de la catòlica Maria I Tudor al tron d'Anglaterra precipità el retorn de l'exili de Reginald Pole; tanmateix el retorn fou deliberadament posposat fins al 1554 per evitar que la seva arribada a Anglaterra provoqués un revifament dels opositors al matrimoni de Maria I amb el fill de l'Emperador Carles V, Felip II de Castella. Amb tot, el 1557 Reginald Pole és nomenat arquebisbe de Canterbury, títol que conservaria fins a la seva mort el 17 de novembre de l'any 1558, unes hores després de la mort de la reina Maria I. Reginald Pole es convertí en una figura molt influent durant el regnat de Maria I, i compartí la responsabilitat de la persecució i la crema en massa de protestants, fet que donaria a la reina Maria el sobrenom de "Maria la Sanguinària". Contràriament a les seves intencions, Reginald Pole contribuí al desprestigi de l'Església Catòlica a Anglaterra i reforçà els arguments dels reformistes anglesos.